# Gustav Witte (Feuerwehrmann)
Gustav Witte (* 1839 in Pasewalk; † 23. Juni 1888 in Berlin) war ein deutscher Erfinder, Hauptmann und Feuerwehrmann und von 1875 bis 1887 der zweite Leiter der Berliner Feuerwehr.

## Leben
Gustav Witte war Hauptmann des Eisenbahnregiments, als er sich ab 1. Mai 1875 bei der Berliner Feuerwehr aufhielt. Nach fünfmonatiger Einarbeitung durch deren Leiter Ludwig Scabell trat er dessen Nachfolge am 1. Oktober 1875 an. Er trug offiziell die Amtsbezeichnung Branddirektor, ließ sich jedoch auch gerne mit Herr Major anreden.
Witte übernahm die Leitung der Feuerwehr zu einer Zeit, als sich Berlin durch die wachsende Industrialisierung in den Gründerjahren befand. Dies hatte auch Auswirkungen auf das Feuerwehrwesen.
Bereits zehn Tage nach seiner Amtsübernahme brach im Berliner Hotel „Kaiserhof“ ein schwerer Brand aus, der jedoch nicht zu Todesopfern führte. Grund hierfür war die bereits gut funktionierende Feuerwehr. Branddirektor Witte schuf damals den Spruch „Menschenrettung geht vor Brandbekämpfung“, der heute noch Gültigkeit hat.
Witte führte Strukturreformen bei der Feuerwehr durch und änderte teilweise den Behördenaufbau seines Vorgängers Scabell. So ersetzte er bereits fünf bestehende Brandinspektionen durch vier Kompaniebereiche und bildete erste Löschzüge an den Wachen, die bei Einsätzen gemeinsam ausrückten.

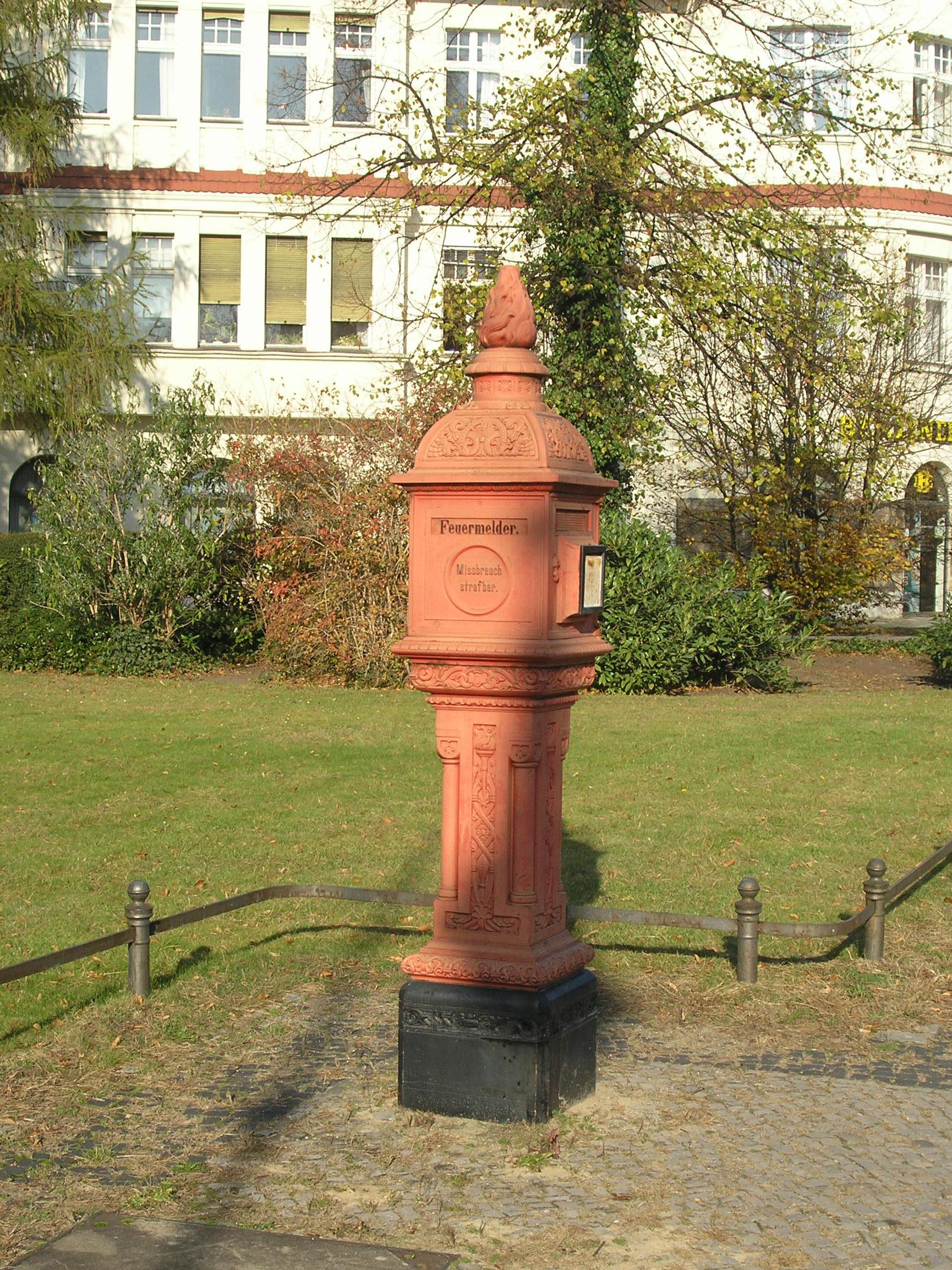
Straßenfeuermelder in Berlin

Im Jahr 1876 führte er die ersten Straßenfeuermelder in Berlin ein und begann mit dem Aufbau eines vorbeugenden baulichen Brandschutzes. Hintergrund waren Verluste in den eigenen Reihen. Zahlreiche Feuerwehrleute starben bei Einsätzen, weil es keine Bestimmungen über brandschutzrechtliche Regelungen für Bausubstanzen der damaligen Bauwerke und Häuser gab.
1879 entwickelte Witte eine erste maschinelle Rettungsleiter (Drehleiter), die er sich mit dem Fabrikanten Greiner patentieren ließ.
Am 23. Mai 1887 setzte Witte eine Pensionsregelung für seine Feuerwehrleute durch, die jedoch nur im Falle der Invalidität oder des Todes einsprang. Des Weiteren führte er Feuerschutzanzüge und moderne Sicherheitslaternen ein.
Im Laufe des Jahres 1887 erkrankte Gustav Witte unheilbar und wurde in eine Nervenheilanstalt eingeliefert. Er wurde am 11. August von seinen Aufgaben als Feuerwehrchef entbunden. Mit Ablauf desselben Jahres wurde er pensioniert und verstarb ohne Genesung am 23. Juni 1888.
Zu seinem Nachfolger wurde Branddirektor Alexander Stude ernannt.